# 혼다 파일럿
혼다 파일럿(Honda Pilot)은 일본의 자동차 기업인 혼다에서 제조·판매하는 전륜구동 기반 준대형 SUV로, 미국 앨라배마주 링컨 현지공장에서 생산하는 8인승 SUV다.
대한민국에는 2012년에 들어온 2세대 후기형을 시작으로 판매 중이며, 일본에는 판매하지 않는다. 중동에서는 MR-V라는 이름으로 판매 중이다.

## 1세대

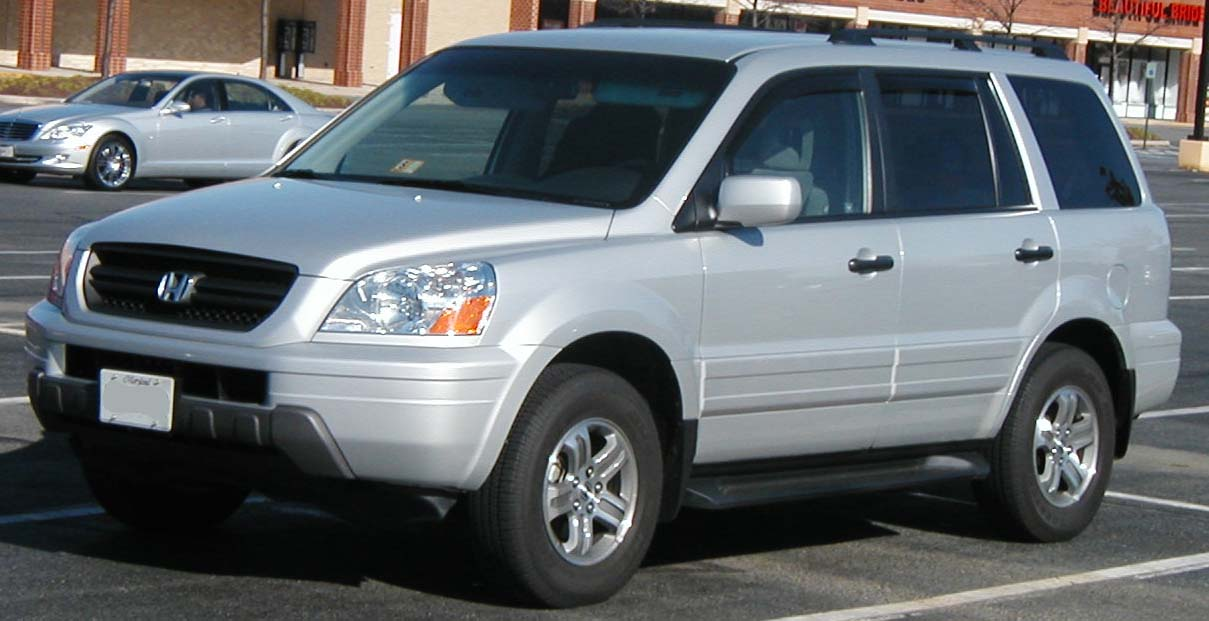
혼다 파일럿(전기형) 정측면

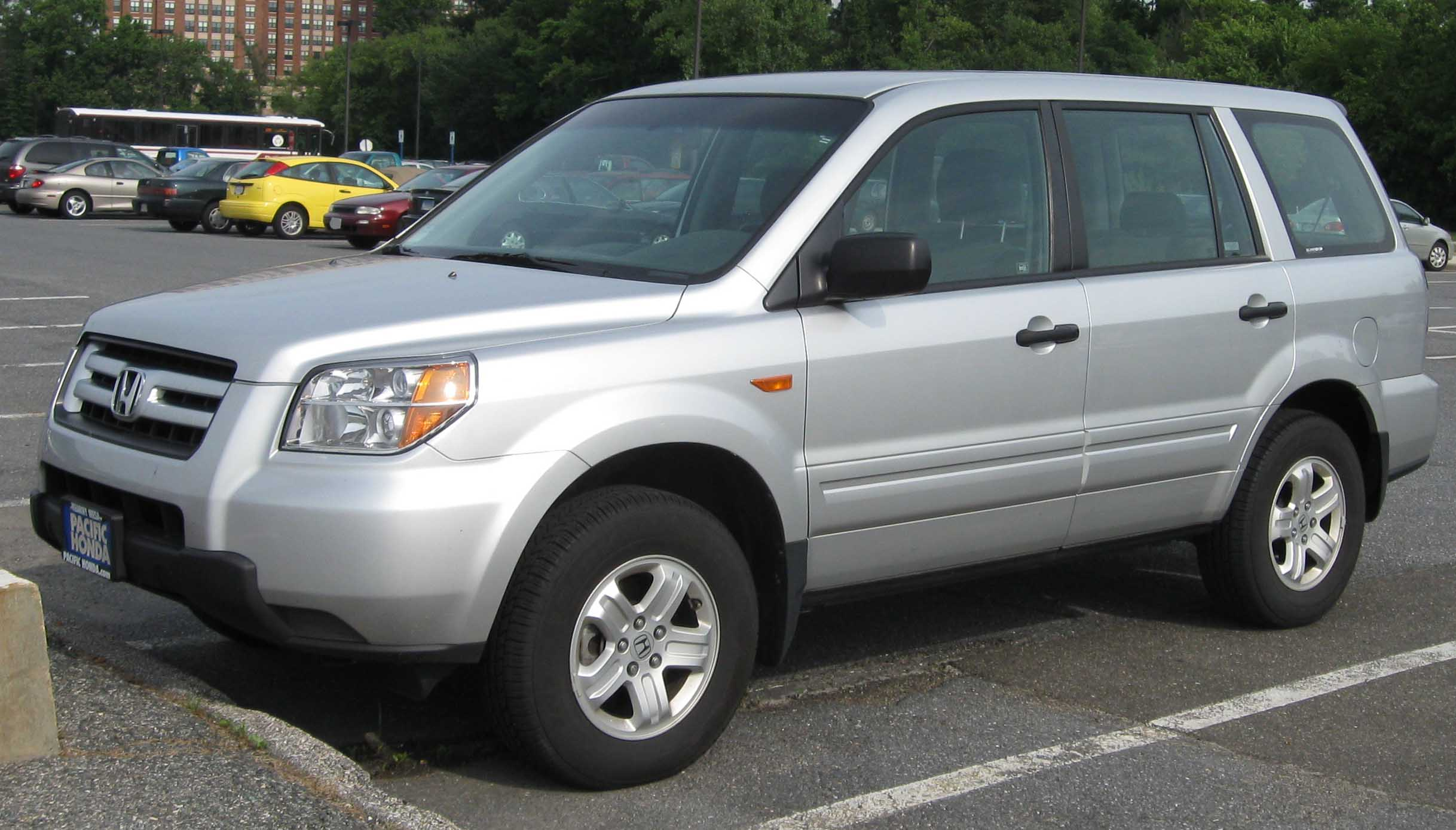
혼다 파일럿(후기형) 정측면

2002년 6월에 패스포트의 후속 차종으로 출시되었다. 미국 오하이오주와 캘리포니아주에 있는 혼다 R&D 아메리카(HRA)에서 디자인이 이루어졌다. 아큐라 MDX, 오딧세이, 어코드의 전륜구동 플랫폼을 공유하였다. 파일럿의 출시 이전에 미국에서 혼다의 SUV 라인업은 CR-V와 픽업 트럭 스타일인 패스포트가 전부였으나, 파일럿의 등장 이후 CR-V 하나 가지고는 무리였던 북미 시장에서 혼다의 경쟁력이 늘었다. 2005년 10월에 페이스 리프트를 거쳐 일부 디자인이 바뀌었고, 전륜구동도 추가되었다.

## 2세대

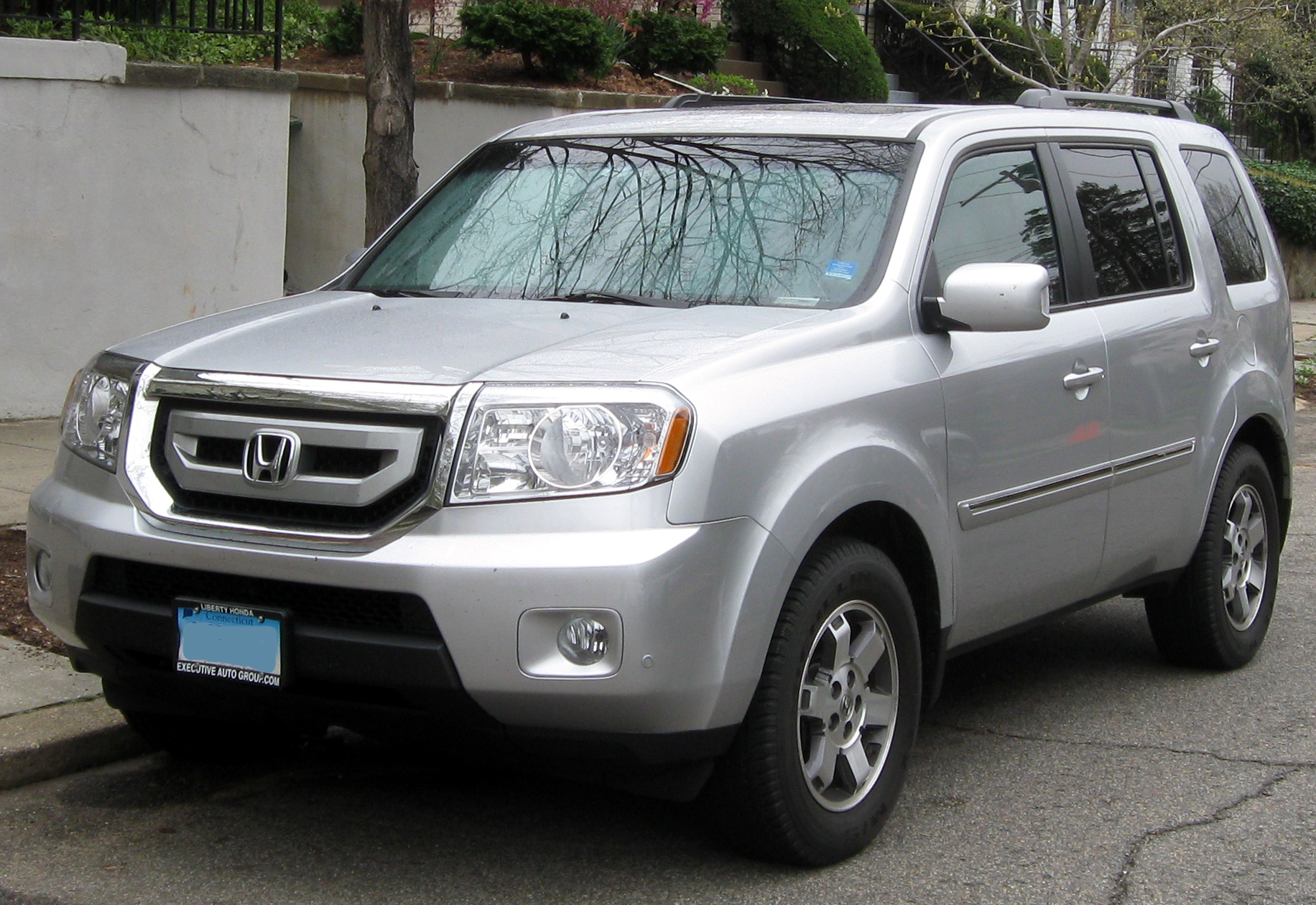
혼다 파일럿(전기형) 정측면

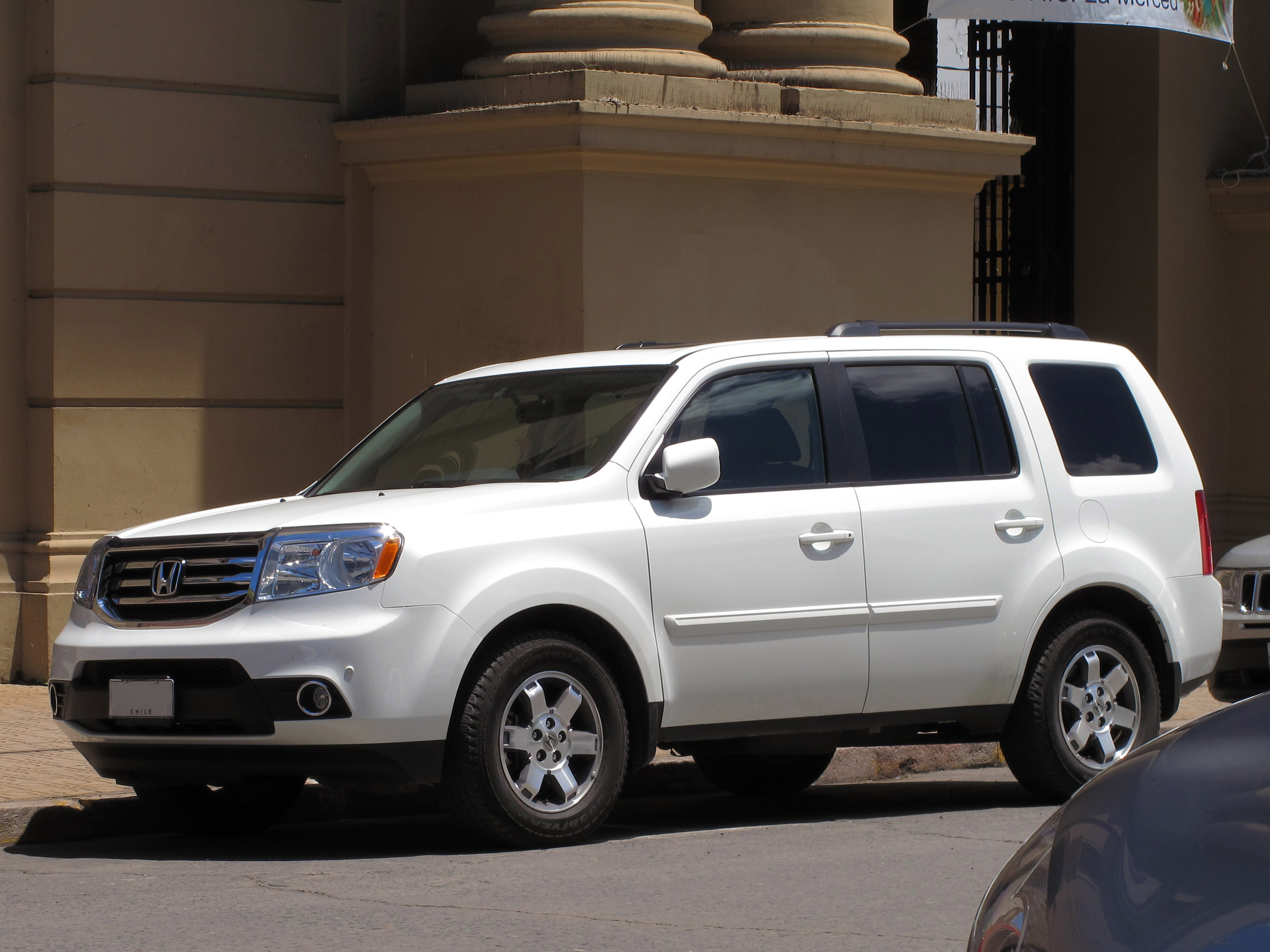
혼다 파일럿(후기형) 정측면

2008년 1월에 북미 국제 오토쇼에서 공개되었고, 같은 해 4월에 출시되었다. 250마력 V6 3.5L SOHC 가솔린 엔진(J35Z4)이 장착되었고, 5단 자동변속기가 조합되었다. 후면 유리만 따로 개폐가 가능한 리프트 업 글라스를 적용되어 편의성을 높였다. 대한민국에는 2012년에 2세대 후기형부터 공식 수입되기 시작하였다.

## 3세대

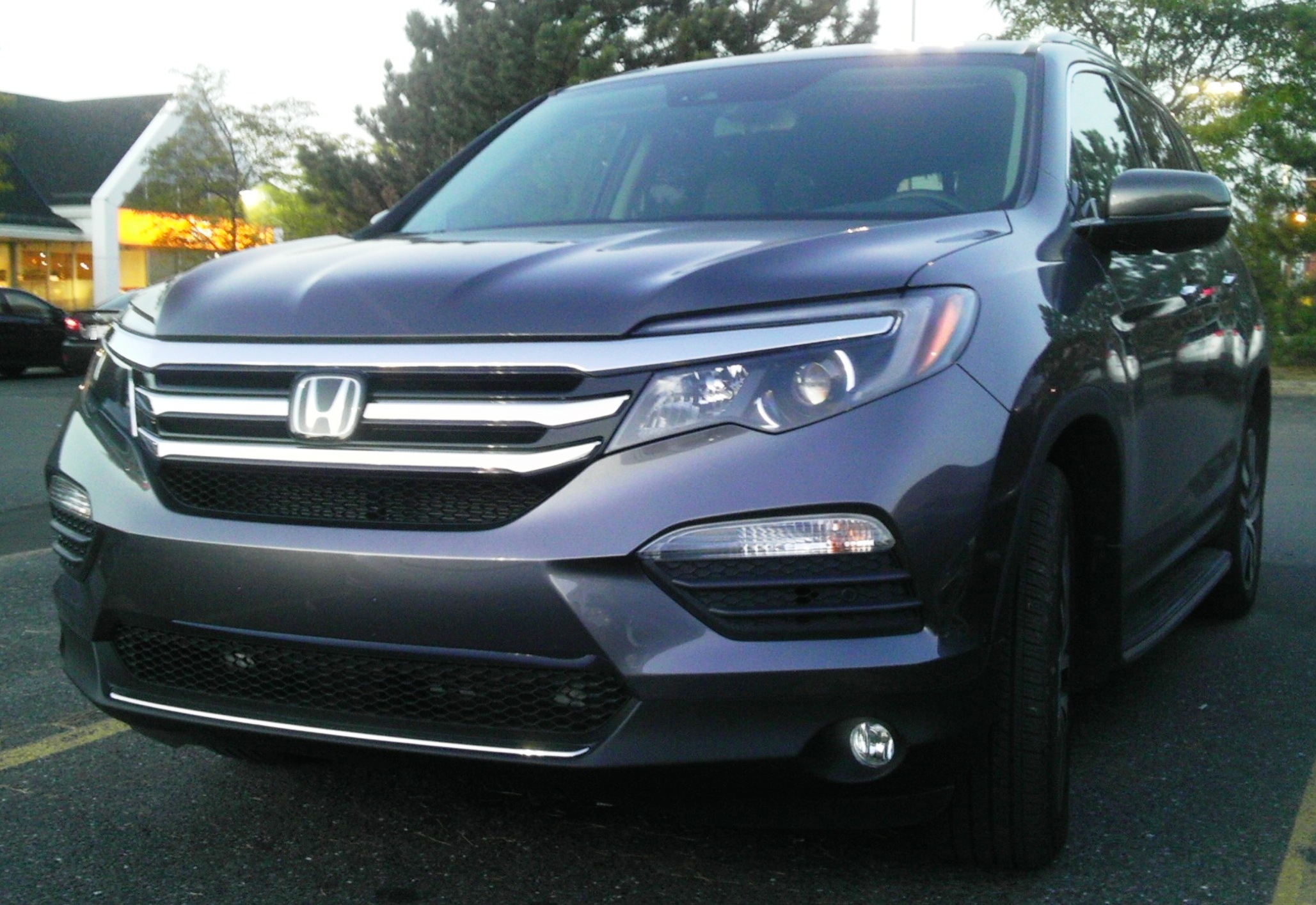
혼다 파일럿 정측면

2015년 5월에 출시되었으며, 대한민국에는 2016년 1월에 출시했다. V6 3.5L SOHC 가솔린 엔진은 직접분사(J35Y6)로 바뀌어 최대 출력이 284마력으로 향상되었고, 6단 자동변속기가 조합되었다. 직선 위주로 디자인된 2세대의 투박한 이미지에서 탈피하였고, 3열 시트에도 3명이 탈 수 있는 공간을 확보하였다. 새로 적용된 지능형 지형 관리 시스템은 눈길과 진흙길, 모랫길에서도 최적의 주행 안전성을 제공하며, 핸들링 보조 시스템으로 안정적 코너링을 지원한다. 기존 4륜구동 대비 응답성과 토크 용량이 각각 46%와 20% 향상된 지능형 전자식 구동력 배분 시스템도 적용되었다.
2018년에 페이스리프트했으며, 자동변속기는 9단으로 교체했다. 이 때 대한민국 판매분의 후면 방향지시등을 적색(일체형)에서 주황색으로 교체했다.

## 4세대
2022년 10월에 출시했으며, 대한민국에는 2023년 8월 29일에 출시했다. V6 3.5리터 자연흡기 가솔린 엔진은 284마력 SOHC(J35Y6)에서 289마력 DOHC(J35Y8)로 교체했고, 10단 자동변속기가 장착된다. 자동변속기는 여전히 버튼식이다. 대한민국 복합연비는 8.4km/L다.
내비게이션은 자체 내장식을 장착하지 않는다. 따라서 스마트폰용 내비게이션 앱을 실행한 후, 안드로이드 오토나 애플 카플레이와 연동해서 미러링해야 한다.
혼다코리아가 온라인 계약을 도입함에 따라 혼다코리아 홈페이지에서도 주문이 가능하며, 실제로 2023년 8월 10일부터 온라인으로 사전 계약을 받기 시작했다.

## 경쟁 차종
- 현대자동차 - 팰리세이드
- 기아자동차 - 모하비, 텔루라이드
- 쉐보레 - 트래버스
- 쌍용자동차 - G4 렉스턴
- 포드 - 익스플로러, 플렉스
- 폭스바겐 - 투아렉, 아틀라스
- 지프 - 그랜드 체로키
- 닛산 - 패스파인더